# Koninklijk Nederlandsch-Indisch Leger
Die Koninklijk Nederlandsch-Indisch Leger (KNIL; deutsch Königliche Niederländisch-Indische Armee) wurde am 10. März 1830 auf Antrag des Generalgouverneurs Jan van den Bosch und einem folgenden Erlass des ersten Königs der Niederlande, Wilhelm I., gegründet. Bis 1836 war ihr Name nur Nederlandsch-Oost-indisch Leger, dann wurde ihr das Prädikat Koninklijk verliehen und der Zusatz Oost gestrichen. Einige Monate nach der Übergabe der Souveränität an Indonesien erfolgte am 26. Juli 1950 die offizielle Auflösung der KNIL.

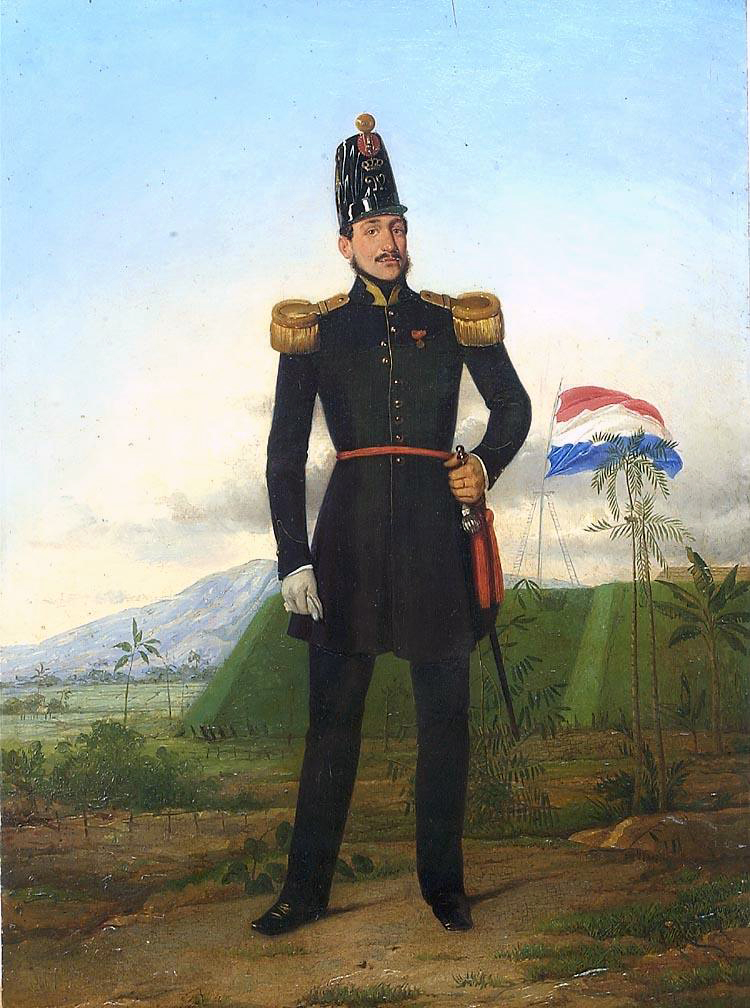
Offizier im Jahre 1849, Ölbild aus dem Tropenmuseum Amsterdam

Die KNIL gehörte offiziell nicht zur Niederländischen Landmacht und war auch nicht dem Kriegsministerium zugeordnet. Da sie in den Kolonien in Niederländisch-Indien stationiert war, wurde sie dem Kolonialministerium unterstellt. 

## Zusammensetzung
Zu Beginn gehörten zur KNIL acht mobile Korps, ein Infanteriebataillon, eine Kavalleriekompanie und vier Bergartillerieeinheiten. Sie bestand anfangs zur Hälfte aus indonesischen Freiwilligen, deren Anteil stetig anstieg. Der Anteil von Nicht-Holländern betrug unter den europäischen Mannschaften vor 1900 deutlich über 50 %, später etwa ein Drittel. An Einheimischen wurden hauptsächlich die als kriegerisch geltenden Javaner und die oft christlichen Ambonesen angeworben. Letztere wurden bis 1918 auch besser bezahlt. Zwischen 1831 und 1872 wurden auch 3.000 Afrikaner aus der damaligen niederländischen Kolonie Elmina an der Goldküste für die KNIL angeworben, die später als Belanda Hitam, „Schwarze Holländer“, bezeichnet wurden. Das Ansehen und die Ausstattung der Truppen waren schlecht. Einheimische wurden zunächst nur in die Infanterie rekrutiert. Deren Stärke betrug 1861 1.137 Ambonesen und 12.675 andere, gegenüber 9.792 Europäern, die Einheiten waren nach den 1880ern bis 1918 gemischt. Berittene Truppen und Pioniere waren anfangs fast ausschließlich Europäer. Innerhalb der Artillerie war der Anteil jeweils die Hälfte. Bis 1911 verschoben sich die Verhältnisse auf 6.573 europäische Infanteristen gegenüber 4.819 Ambonesen und 13.789 anderen. Der Anteil der Einheimischen stieg während des Ersten Weltkriegs stark an (1918: 4.400 Europäer, 9.200 Ambonesen, 18.000 andere), auch wurden jeweils knapp 500 Indonesier in die Kavallerie und zu den Pionieren rekrutiert.

## Einsätze

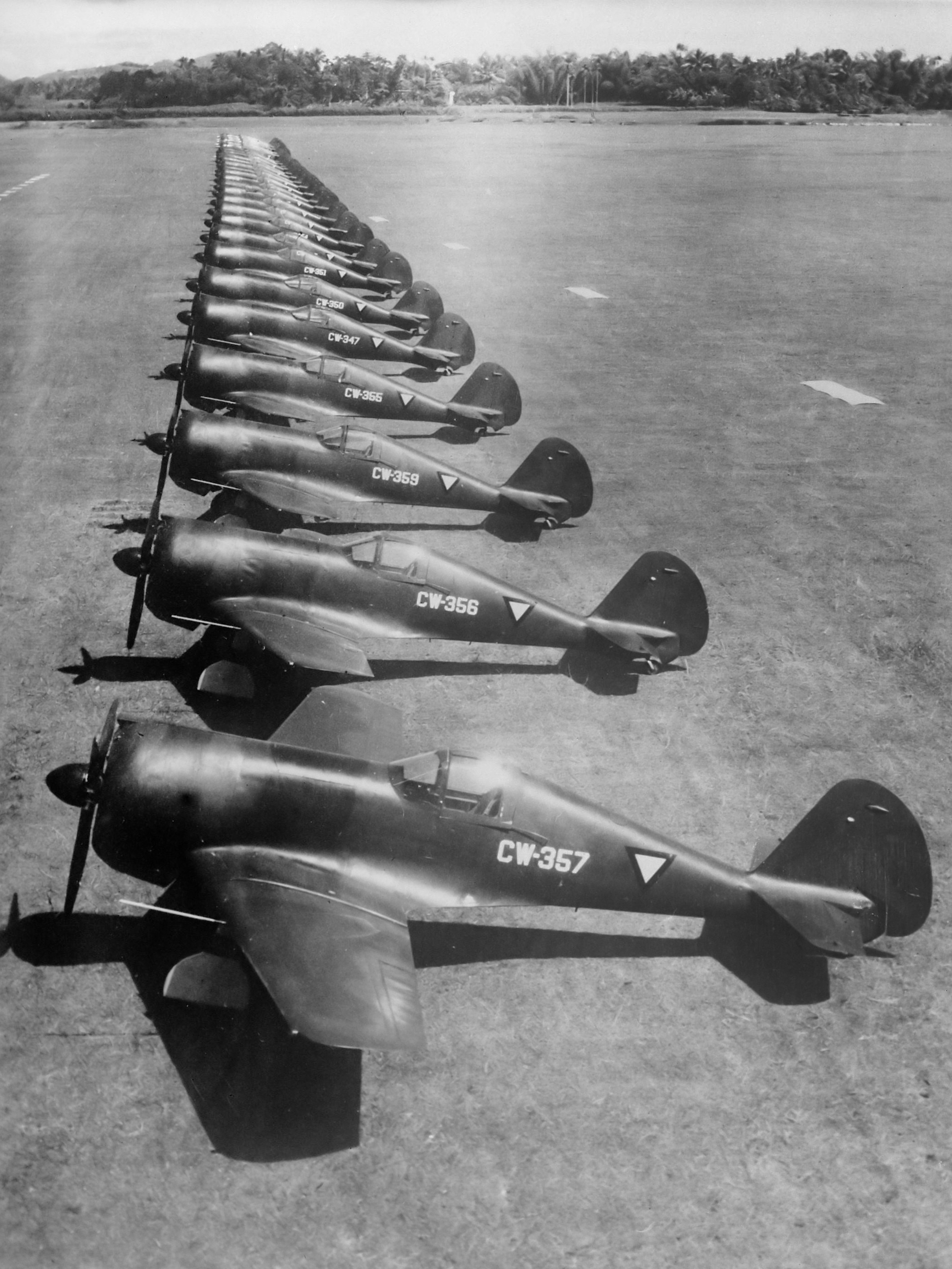
Curtiss-CW-21B-Jagdflugzeuge der KNIL 1941

Ihren ersten Einsatz hatte die KNIL im Krieg gegen die Padri auf West-Sumatra, in den sie direkt nach ihrer Gründung bis zu seinem Ende 1837 eingriff. Auf Bali (1849) und der Aceh-Provinz im Norden Sumatras (1873 bis 1901) fanden weitere Kämpfe bis zur Befriedung der Kolonien statt. Für Wachdienste und zur Guerillabekämpfung in Aceh wurden noch in den 1890er Jahren Hilfstruppen (Marechaussee) ausgehoben. Sie kämpften in „Brigaden“ von 15–18 Mann unter der Führung zweier Sergeanten und waren nur mit Karabinern und kurzen Säbeln (Klewang) ausgestattet.

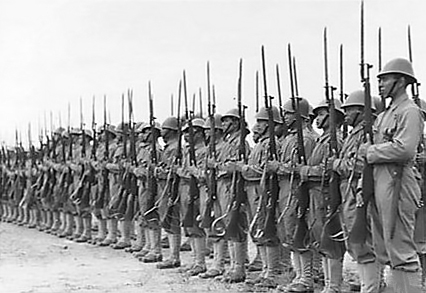
Ein KNIL-Regiment 1943 in Australien

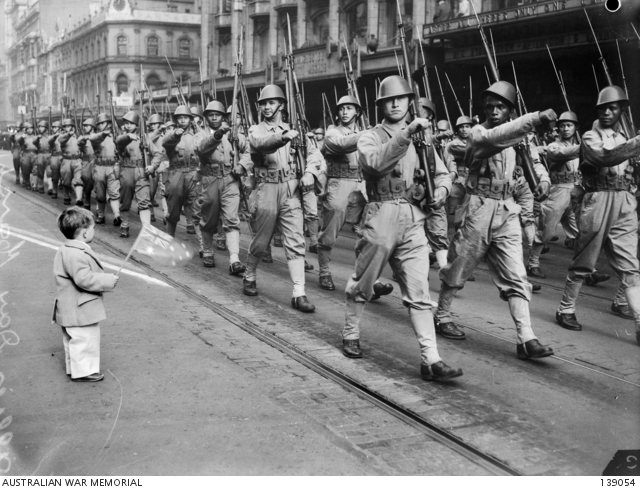
KNIL-Einheit marschiert durch Melbourne während einer Flaggenparade 1943

Die KNIL sah ab dem 20. Jahrhundert ihre Aufgabe vor allem in der Verteidigung Niederländisch-Ostindiens vor äußeren Feinden. Innerhalb der Kolonien trat sie meist nur als Polizeimacht in Erscheinung. Während des chinesischen Boxeraufstands entsandten die Niederländer Einheiten der KNIL nach Peking.
Nach dem Ersten Weltkrieg bestand die KNIL fast nur noch aus indonesischen Soldaten, von denen die Mehrheit aus Java stammte. Weiterhin dienten auch viele Einwohner der Süd-Molukken in der KNIL. Minderheiten stellten Schwarzafrikaner (→ Belanda Hitam) aus dem heutigen Ghana, sowie Belgier, Deutsche und Niederländer dar, wobei letztere oftmals als Offiziere dienten.
Ab den 1920er Jahren baute die KNIL auch ihre eigene Luftstreitmacht auf, die ab 1939 unter dem Namen Militaire Luchtvaart van het Koninklijk Nederlands Indisch Leger (ML-KNIL) als Truppengattung selbstständig wurde.
Zu Beginn des Zweiten Weltkriegs war die KNIL moderner ausgerüstet als das inländische niederländische Heer, konnte aber mit ihren rund 85.000 Soldaten den anstürmenden Japanern nur bis etwa März 1942 Widerstand leisten. Danach befand sich Niederländisch-Ostindien vollständig unter Kontrolle der japanischen Armee. Der damalige Kommandeur der KNIL und Oberbefehlshaber der alliierten ABDACOM-Landstreitkräfte Hein ter Poorten geriet in Gefangenschaft. Nach der japanischen Niederlage kämpfte die KNIL gegen die indonesische Unabhängigkeitsbewegung (→ Niederländisch-Indonesischer Krieg).
Nach der indonesischen Souveränität am 27. Dezember 1949 wurde die KNIL offiziell am 26. Juli 1950 aufgelöst. Bis dahin hatte sie unter dem neuen Namen Koninklijk Nederlands-Indonesisch Leger zur Vorbereitung der indonesischen Unabhängigkeit nur noch polizeiliche Aufgaben wahrgenommen.
Im niederländischen Regiment Van Heutsz werden die KNIL-Traditionen auch heute noch aufrechterhalten.
Der Oberst Alexander Evert Kawilarang gründete 1952 Kesko TT, den Vorläufer der indonesischen Spezialeinheit Kopassus.

## Kommandeure der KNIL
| - 182?–1826 Generalmajor Josephus van Geen - 1826–1830 Generalleutnant Hendrik Merkus de Kock - 183?–183? Generalleutnant Hubert de Stuers - 1837–1843 Generaal-Maj. Frans David Cochius - 1849–1849 Generalleutnant Andreas Michiels - 1849–1852 General Karl Bernhard Herzog von Sachsen-Weimar-Eisenach - 185?–185? Generalleutnant François de Stuers - 1858–1862 Generalleutnant Jan van Swieten - 186?–186? Generalmajor A. Meis - 186?–1873 Generalleutnant Willem Egbert Kroesen - 1873–1874 Generalleutnant N. H. W. S. Whitton - 1874–1878 Generalleutnant Gillis Pieter de Neve - 1878–1883 Generalleutnant Huibert Gerard Boumeester - 1895–1897 Generalleutnant Jacobus Augustinus Vetter - 190?–190? Generalleutnant H. C. P. de Bruijn - 1907–1909 Generalleutnant Marinus Bernardus Rost van Tonningen - 1910–1914 Generalleutnant Gotfried van Daalen - 1914–1916 Generalleutnant Johan Pieter Michielsen | - 1916–1916 Generalleutnant H. C. Kronover - 1916–1918 Generalleutnant W. R. de Greve - 1918–1920 Generalleutnant C. H. van Rietschoten - 1920–1922 Generalleutnant G. K. Dijkstra - 1922–1924 Generalleutnant F. J. Kroesen - 1924–1926 Generalleutnant K. F. E. Gerth van Wijk - 1926–1926 Generalleutnant W. A. Blits - 1926–1929 Generalleutnant H. L. La Lau - 1929–1932 Generalleutnant H. A. Cramer - 1932–1935 Generalleutnant J. C. Koster - 1935–1939 Generalleutnant M. Boerstra - 1939–1941 Generalleutnant Gerardus Johannes Berenschot - 1941–1942 Generalleutnant Hein ter Poorten - 1943–1946 Generalleutnant Ludolph Hendrik van Oyen - 1946–1949 General Simon Spoor - 1949–1950 Generalleutnant Dirk Cornelis Buurman van Vreeden |